# Dương Đỉnh Thiên
Dương Đỉnh Thiên (Hán ngữ: 阳顶天; pinyin: yángdǐngtiān) là Giáo chủ đời thứ 33 của Minh Giáo. Dương Đỉnh Thiên là hào kiệt đương thời, thần dũng trí mưu, có tài lãnh đạo. Mang trong mình tuyệt kỹ Càn Khôn Đại Na Di và Đại Cửu Thiên Thủ, sinh thời hiếm gặp đối thủ nên ông chỉ xem Quốc An ở nước Nam là kẻ đủ sức tỉ thí với mình, kẻ này đánh nhau với ông 30 hiệp thì đã thắng hết 29 hiệp khiến ông vô cùng kính phục. Trung niên, ông đem lòng yêu thương mến mộ một người con gái, mang sính lễ hỏi cưới về làm vợ. Oái oăm thay người đó chính là sư muội thanh mai trúc mã của Hỗn Nguyên Phích Lịch Thủ Thành Côn. Sau khi cưới vợ, Dương Đỉnh Thiên mải lo giáo vụ lại thêm vốn là người si mê võ công nên rất chú tâm vào luyện tập, không quan tâm ân cần với phu nhân khiến nàng ưu sầu hoài niệm tình xưa nên đã bí mật gặp mặt Thành Côn. Sư huynh muội Thành Côn bí mật gặp nhau trong bí đạo của Minh Giáo (con đường bí mật vốn chỉ cho phép giáo chủ ra vào nhưng dưới sự nài nỉ của phu nhân, Dương Đỉnh Thiên đã dẫn nàng vào). Trong một lần ở bí đạo, khi sắp đại thành Càn Khôn Đại Na Di tầng thứ 4, Dương Đỉnh Thiên đột nhiên phát hiện Dương Phu nhân (vợ ông) đang hò hẹn cùng Thành Côn vì vậy bị tẩu hỏa nhập ma, chân khí nghịch chuyển, chân lực tiêu tán mà qua đời. Câu cuối cùng Dương Đỉnh Thiên nói với phu nhân của mình:" Ta lấy được người của nàng nhưng không lấy được trái tim nàng".
Dương Đỉnh Thiên là một người có trách nhiệm.
Khi biết mình không còn thời gian, ông đã để lại thư an bài rõ mọi thứ trong Minh Giáo, cốt để sau khi ông qua đời thì giáo phái vẫn bình yên. Tiếc rằng bức thư chẳng thể đến được tay giáo chúng, mới gây nên cái loạn mấy mươi năm trong Minh Giáo.
Đồng thời ông cũng là một người vô cùng si tình.
Đến lúc cuối đời tâm ý của ông đối với phu nhân vẫn còn, ông để lại bức thư tuyệt mệnh cùng bản đồ bí đạo, dự định đóng cửa thạch động chết cùng Thành Côn còn phu nhân theo bản đồ mà thoát thân. Nhưng trớ trêu Dương Đỉnh Thiên lại chết trước khi kịp thời thực hiện.